# ロコ・ドラーゴ
ロコ・ドラーゴ（Loco Drago）は、北海道北見市を拠点とする日本の男子カーリングチームである。ロコ・ソラーレの男子部門。北見カーリング協会所属。

## 概要
チーム全員が北見市常呂町生まれで、常呂ジュニア（通称：ドラゴン）というチーム名で活動、2021年には高校生中心のチームながら第38回日本カーリング選手権大会で準優勝を達成。2023年、軸をジュニア大会からシニア大会に移行するのを機に、ロコ・ドラーゴが発足。

## 沿革
- 2021年2月 - 第38回日本カーリング選手権大会で準優勝（常呂ジュニア）
- 2021年11月 - 第30回日本ジュニアカーリング選手権大会で優勝（常呂ジュニア）
- 2023年4月 - 常呂ジュニアのメンバー4人により、ロコ・ドラーゴが発足
- 2025年6月 - 中原亜星が退団[1]

### チーム編成
| シーズン | フォース | サード   | セカンド | リード   | リザーブ | 主な大会 |
| -------- | -------- | -------- | -------- | -------- | -------- | -------- |
| 2023-24  | 前田拓海 | 中原亜星 | 前田拓紀 | 上川憂竜 |          |          |
| 2024-25  | 前田拓海 | 中原亜星 | 前田拓紀 | 上川憂竜 |          |          |

## 主な戦歴
| 大会 / シーズン | 2020–21 | 2021–22 | 2022–23 | 2023–24 | 2024–25 |
| --------------- | ------- | ------- | ------- | ------- | ------- |
| 日本選手権      | 2       | 5       |         | 3       | 2       |
| 北海道選手権    | 1       |         |         | 1       |         |